# Mike Fidler
Michael Edward „Mike“ Fidler (* 19. August 1956 in Everett, Massachusetts) ist ein ehemaliger US-amerikanischer Eishockeyspieler, der im Verlauf seiner aktiven Karriere zwischen 1974 und 1984 unter anderem 271 Spiele für die Cleveland Barons, Minnesota North Stars, Hartford Whalers und Chicago Black Hawks in der National Hockey League (NHL) auf der Position des linken Flügelstürmers bestritten hat. Mit der Nationalmannschaft der Vereinigten Staaten nahm Fidler an zwei Weltmeisterschaften teil.

## Karriere
Fidler verbrachte nach seiner Zeit an der High School zwischen 1974 und 1976 zwei Spielzeiten am College. Parallel zu seinem Studium an der Boston University spielte er parallel für deren Eishockeyteam, die Terriers, in der ECAC Hockey, einer Division im Spielbetrieb der National Collegiate Athletic Association (NCAA). Dabei konnte der Angreifer in beiden Jahren mit dem Team die Meisterschaft der ECAC feiern. Seine 94 Scorerpunkte in 60 Einsätzen bescherten ihm schließlich sowohl die Auswahl im NHL Amateur Draft 1976 in der dritten Runde an 41. Stelle von den California Golden Seals aus der National Hockey League (NHL) als auch im WHA Amateur Draft 1976 in der zweiten Runde an 13. Position durch die New England Whalers aus der zu dieser Zeit mit der NHL in Konkurrenz stehenden World Hockey Association (WHA).
Bevor der US-Amerikaner, der in der Folge einen Vertrag bei den California Golden Seals unterzeichnete, jedoch für das Franchise in der NHL auflief, wurde es nach Cleveland im Bundesstaat Ohio umgesiedelt. Dort stand Fidler in den folgenden beiden Spieljahren für die Cleveland Barons auf dem Eis. In der Saison 1977/78 war er mit 51 Scorerpunkten hinter Dennis Maruk zweitbester Scorer des Teams. Folglich wurde er als einer von 14 Spielern im NHL Dispersal Draft 1978 von den Minnesota North Stars geschützt, nachdem diese mit den Barons fusioniert waren und die Spieler Clevelands übernommen hatten. In den beiden folgenden Spielzeiten war Fidler oft verletzt und wurde schließlich Mitte Dezember 1980 im Tausch für Gordie Roberts zu den Hartford Whalers abgegeben.
Dort absolvierte Fidler aufgrund einer langwierigen Schulterverletzung allerdings nur 40 Spiele und wurde Anfang Dezember 1981 aus seinem Vertrag entlassen. Er unterschrieb danach als Free Agent umgehend bei den Boston Bruins. Zu einem Einsatz für Boston kam der Offensivspieler jedoch nicht und lief im restlichen Verlauf der Saison 1981/82 ausschließlich für deren Farmteam, die Erie Blades, in der American Hockey League (AHL) auf. Im November 1982 schloss sich Fidler als Free Agent den Chicago Black Hawks an. Mit der Ausnahme von vier Partien für Chicago kam er auch dort nur beim Kooperationspartner Springfield Indians in der AHL zu Einsatzminuten und wurde im Januar 1983 bereits wieder freigestellt.
Fidler suchte daraufhin sein Glück in Europa und verbrachte den Rest der Saison 1982/83 beim Wiener EV in der Österreichischen Eishockey-Liga (ÖEL). Seine 24 Scorerpunkte in zehn Einsätzen brachten ihm für die Spielzeit 1983/84 einen Vertrag bei den New Haven Nighthawks aus der AHL ein. Im Sommer 1984 beendete der 27-Jährige seine Karriere als Aktiver.

### International
Für sein Heimatland nahm Fidler an der Weltmeisterschaft 1978 in der tschechoslowakischen Landeshauptstadt Prag sowie der B-Weltmeisterschaft 1983 in der japanischen Hauptstadt Tokio teil. Dabei erreichte er bei der Weltmeisterschaft 1978 den sechsten Gesamtrang mit den US-Amerikanern und war mit zehn Scorerpunkten in ebenso vielen Spielen der beste Punktesammler des Teams. Acht dieser zehn Punkte kamen durch Torerfolge zustande. Fünf Jahre später nahm er – nach dem Abstieg der USA im Vorjahr – an der B-Weltmeisterschaft teil. Mit 13 Scorerpunkten in sieben Einsätzen war Fidler erneut Topscorer seines Teams und hatte damit maßgeblichen Anteil am direkten Wiederaufstieg in die A-Gruppe.

## Erfolge und Auszeichnungen
- 1975 Whitelaw-Cup-Gewinn mit der Boston University
- 1976 Whitelaw-Cup-Gewinn mit der Boston University
- 1983 Aufstieg in die A-Gruppe bei der B-Weltmeisterschaft

## Karrierestatistik

### International
Vertrat die USA bei:
- Weltmeisterschaft 1978
- B-Weltmeisterschaft 1983

(Legende zur Spielerstatistik: Sp oder GP = absolvierte Spiele; T oder G = erzielte Tore; V oder A = erzielte Assists; Pkt oder Pts = erzielte Scorerpunkte; SM oder PIM = erhaltene Strafminuten; +/− = Plus/Minus-Bilanz; PP = erzielte Überzahltore; SH = erzielte Unterzahltore; GW = erzielte Siegtore; 1 Play-downs/Relegation; Kursiv: Statistik nicht vollständig)